# Lifelines
Lifelines is een grootschalig onderzoeksprogramma met als doel om beter te begrijpen hoe mensen gezonder oud kunnen worden. Een grote groep deelnemers aan deze cohort-studie wordt langdurig gevolgd. De verzamelde gegevens, zowel data als biomaterialen, worden beschikbaar gesteld voor wetenschappelijk onderzoek. Zowel onderzoekers in Nederland als ook internationale onderzoeksgroepen kunnen de gegevens aanvragen. De verzamelde biomaterialen vormen de Lifelines Biobank. Dit is de grootste biobank van Nederland.

## Missie
Lifelines streeft ernaar om het gebruik van de verzamelde data en samples te maximaliseren, voor beleid en onderzoek op het terrein van gezonder oud worden (oftewel: "healthy ageing"). Dit betekent dat de organisatie de gegevens en lichaamsmaterialen verzamelt met behulp van het grootschalige onderzoek. En dat zij zich er ook voor inspant om de verzamelde gegevens zoveel mogelijk te laten gebruiken voor het verrichten van relevant onderzoek. Lifelines wil op die manier een belangrijke bijdrage leveren aan het beter begrijpen van de ontstaanswijze van verschillende ziektes en chronische aandoeningen, zoals astma, diabetes en nierziekten. En om antwoord te krijgen op de vraag hoe het kan dat de ene persoon bepaalde ziektes ontwikkelt, terwijl de andere persoon oud wordt in goede gezondheid.

## Deelnemers onderzoek
Met het Lifelines cohort-onderzoek worden gezonde en zieke deelnemers gedurende ten minste dertig jaar gevolgd, om inzicht te krijgen in de factoren die van belang zijn bij het ontstaan en verloop van (chronische) ziekten. Tussen 2006 en 2013 hebben in totaal ruim 167.000 personen zich aangemeld voor deelname aan de studie. Alle deelnemers hebben een toestemmingsverklaringsformulier (oftewel: "informed consent") getekend. Uniek aan de groep deelnemers (0-93 jaar bij de start) is dat het Lifelines cohort verschillende generaties beslaat. Dit betekent dat vele deelnemers ook familieleden hebben die deelnemen aan het onderzoek. Van een aantal families doen zelfs vier generaties mee aan het onderzoek.

## Onderzoeksmethoden
Door de gezondheid en mogelijke factoren die de gezondheid kunnen beïnvloeden van een grote groep mensen langdurig te volgen, kan het ontstaan van ziektes beter begrepen worden. Om deze gegevens te verzamelen, gebruikt Lifelines verschillende onderzoeksmethoden:
- Uitgebreide vragenlijsten: deelnemers worden elke ±1,5 jaar gevraagd om een vragenlijst in te vullen met vragen over gezondheid, ziekten, leefstijl, voeding, sport en bewegen, roken, slapen, leefomstandigheden, stress en dergelijke. De vragenlijsten kunnen op papier of digitaal ingevuld worden.
- Lichamelijke metingen: bij de deelnemers worden elke ±5 jaar zaken gemeten, zoals bloeddruk, longfunctie, hartfunctie (ECG meting) en lengte en gewicht.
- Afname biomaterialen: de deelnemers wordt elke ±5 jaar gevraagd om verschillende biomaterialen af te staan, zoals bloed en urine. Tijdens de eerste onderzoeksronde (2006-2013) is er ook DNA afgenomen. Tijdens de tweede onderzoeksronde (t/m 2017) is er ook feces en haar verzameld bij een subgroep deelnemers.

Lifelines werkt met een open protocol. Dit betekent dat onderzoekers ook een verzoek kunnen indienen om aanvullende gegevens te verzamelen onder (een subgroep van) de deelnemers. Hiervoor wordt vaak een extra vragenlijst uitgezet of deelnemers wordt gevraagd om aanvullende lichaamsmaterialen af te staan. Enkele voorbeelden van additionele studies zijn:
- Lifelines-NEXT, een groot onderzoek naar het verloop van de zwangerschap en de gezondheid van moeder en kind[5],
- ImaLife, een onderzoek naar het ontstaan van hart- en vaatziekten, longkanker en chronische obstructieve longziekten waarbij een CT-scan wordt gemaakt[6],
- Motorische ontwikkeling bij kinderen, een onderzoek naar de ontstaanswijze van Development Coordination Disorder (DCD)[7][8], en
- Lifelines CoCA - Comorbid Conditions of ADHD, een onderzoek naar ADHD en de problemen die vaak samen met ADHD voorkomen.
- Lifelines-DEEP, een groot onderzoek om meer inzicht te krijgen in de relatie tussen variaties in microbioom (darmgezondheid) en genetische, metabole en fenotypische variaties.[9]

## Lifelines biobank
Lifelines is de eerste studie in Nederland die zoveel verschillende aspecten van de gezondheid, leefstijl en leefomstandigheden onderzoekt bij kinderen, volwassenen en ouderen. De verzamelde gegevens kunnen gebruikt worden voor bijvoorbeeld epidemiologisch, sociaal en genetisch onderzoek. Onderzoekers aangesloten bij universiteiten, hogescholen of onderzoeksinstituten kunnen gebruik maken van de verzamelde data en biomaterialen van de Lifelines biobank. Hiervoor dienen zij een onderzoeksvoorstel in en deze wordt beoordeeld door Lifelines. Na goedkeuring krijgen de onderzoekers toegang tot de aangevraagde data of krijgen zij de benodigde biomaterialen opgestuurd. Lifelines heeft niet als doel winst te maken, daarom betalen onderzoekers de kostprijs voor de gegevens of lichaamsmaterialen die ze afnemen.
Inmiddels hebben al vele onderzoekers wereldwijd gebruik gemaakt van de beschikbare gegevens. Dit geeft de relevantie van de data en biomaterialen aan. Daarnaast zijn er al honderden publicaties verschenen die onderzoeksresultaten beschrijven gebaseerd op gegevens van de Lifelines biobank.

## Organisatie
In 2006 is in Noord-Nederland (Groningen, Friesland en Drenthe) Lifelines gestart, een grootschalig bevolkingsonderzoek onder leiding van het UMCG. Sinds begin 2014 zijn er twee onafhankelijke bv’s: Lifelines Databeheer BV voor het beheer van de verzamelde gegevens en lichaamsmaterialen, en Medische Biobank Noord-Nederland BV, de werkorganisatie. Het servicebureau, het research office en het laboratorium vormen belangrijke afdelingen binnen Lifelines.
- Bij het Servicebureau kunnen deelnemers terecht voor vragen of informatie over hun deelname aan de Lifelines studie. Daarnaast zorgen de medewerkers van het Servicebureau voor het inplannen van afspraken en bezoeken, en het versturen van de vragenlijsten. Sinds 2018 is het Servicebureau gevestigd in Groningen, daarvoor was het bureau te vinden in Bedum.
- Het Research Office is verantwoordelijk voor het uitdenken en organiseren van de onderzoeksrondes, het ontwikkelen van vragenlijsten, het verzamelen en beheren van data, het beoordelen van onderzoeksaanvragen en het verzorgen van uitgiftes van data en samples. Bij het Research Office zijn onder meer projectleiders, data managers en projectmedewerkers werkzaam.
- De medewerkers van het laboratorium van Lifelines zijn verantwoordelijk voor het verwerken van de verzamelde biomaterialen (bijv. bloed, urine, DNA en feces), de opslag van de samples en de uitgifte van de samples van biomateriaal aan onderzoekers. De verzamelde biomaterialen worden opgeslagen in grote vriezers bij een constante temperatuur van −80 graden Celsius. De vriezers van Lifelines staan in een apart gebouw, de zogenaamde Lifestore.

Lifelines heeft sinds 2016 een Deelnemersadviesraad (DAR). De DAR wordt gevormd door volwassen Lifelines deelnemers en zij adviseren de directie van Lifelines over te maken keuzes op voor de deelnemers relevante onderwerpen. Daarnaast wordt de organisatie geadviseerd door de Scientific Advisory Committee.

## Financiering
Het onderzoeksprogramma Lifelines wordt gefinancieerd met subsidies. Bij de start van Lifelines hebben de drie noordelijke provincies en het Ministerie van Economische Zaken geld beschikbaar gesteld, evenals Samenwerkingsverband Noord-Nederland.

## Gerelateerde projecten
Er zijn slechts enkele landen in de wereld die ook zulke grootschalige systematische cohortstudies hebben. De meeste vooruitstrevende studies zijn opgezet in Finland, de Verenigde Staten, Hongkong en Nederland. In Nederland zijn daarnaast enkele andere onderzoeksprogramma's, zoals:
- De Maastricht Studie[11]
- ERGO in Rotterdam[12]
- LASA in Amsterdam[13]

Andere bekende biobanken in Europa zijn de UK Biobank en de HUNT biobank.